# Anton Wieninger
Anton Wieninger (* 25. November 1813 in Mattighofen; † 7. Oktober 1880 ebenda) war ein österreichischer Bierbrauer und liberaler Politiker.
Wieningers Vater Johann Georg Wieninger (1774–1833) war ein Einwanderer aus dem niederbayerischen Grattersdorf.
1860 wurde Anton Wieninger zum Bürgermeister von Mattighofen gewählt. Er war Oberösterreichischer Landtagsabgeordneter, ab 1870 im Bezirksschulrat Braunau, und durch Wahl des Abgeordnetenhauses vom 10. April 1861 Österreichischer Reichsratsabgeordneter aus der Gruppe der Landgemeinden. 1876 kaufte er das Schlossgut Krumpendorf in Kärnten.